# Бутейко Костянтин Павлович
Костянти́н Па́влович Буте́йко (*27 січня 1923, Іваниця, Прилуцький повіт, Полтавська губернія, УРСР, СРСР — †2 травня 2003, Москва, РФ) — відомий український медик-філософ, автор лікувальної системи дихальних вправ (відомої як метод Бутейка).

## Біографія
Навчався в Київському політехнічному інституті, Першому Московському медичному інституті.
К. П. Бутейко — автор понад ста наукових публікацій, винаходів і удосконалень у медицині, зокрема, «методу Вольової ліквідації глибокого дихання» (метод Бутейка), що застосовується при лікуванні таких складних захворювань як астма, бронхіт, мігрень, алергія тощо.
Метод К.Бутейка, попри наявну критику, застосовується в медицині Росії, Австралії, Нової Зеландії та багатьох інших країн світу.
Похований в Україні (Крим, Берегове).